# Une jeune fille pure
Pour plus de détails, voir Fiche technique et Distribution.
Une jeune fille pure (箱入娘, Hakoiri musume) est un film muet japonais réalisé par Yasujirō Ozu et sorti en 1935. Le film est considéré comme perdu.

## Synopsis
Otsune veut marier sa fille Oshige au fils d'un grossiste en coton. Bien qu'elle soit amoureuse d'Arata, Oshige refoule ses sentiments et est obéissante envers sa mère. Kihachi perturbe le mariage afin de permettre à Oshige et Arata de vivre leur amour.

## Fiche technique
- Titre : Une jeune fille pure
- Titre original : 箱入娘 (Hakoiri musume?)[1]
- Réalisation : Yasujirō Ozu
- Scénario : Tadao Ikeda et Kōgo Noda
- Photographie : Hideo Shigehara
- Montage : Hideo Shigehara
- Société de production : Shōchiku
- Pays de production :  Empire du Japon
- Format : noir et blanc — 1,37:1 — 35 mm — muet
- Genre :
- Durée : 89 minutes[2] (métrage : huit bobines - 1 847 m[2])
- Date de sortie :
  - Empire du Japon : 20 janvier 1935[2]

## Distribution
- Chōko Iida : Otsune, la mère d'Oshige
- Kinuyo Tanaka : Oshige, la jeune fille
- Takeshi Sakamoto : Kihachi
- Tomio Aoki : Tomibō
- Ryōichi Takeuchi : Arata
- Kiyoshi Aono : Murata
- Mitsuko Yoshikawa : Otaka
- Shusuke Ken : le grossiste en coton
- Kenji Ōyama : son fils